# SpaceX Crew-2
SpaceX Crew-2 was een missionaire ruimtevlucht van een Crew Dragon. Met deze Commercial Crew-vlucht bracht SpaceX in opdracht van NASA vier ruimtevaarders naar het ISS en terug. De vlucht is ook bekend onder de juridische naam PCM-2 (Post Certification Mission 2). De lancering werd op 23 april 2021 om 09:49 UTC succesvol uitgevoerd.
Crew-2 was de eerste Crew Dragon-vlucht die met een gebruikte capsule en een gebruikte Falcon 9-booster werd gelanceerd. In juli 2020 werd duidelijk dat de Crew Dragon Endeavour zou worden ingezet die eerder voor testvlucht SpX-DM2 werd gebruikt. Als eerste rakettrap werd booster B1061 ingezet die ook werd gebruikt voor de lancering van Crew-1.

## Bemanning
| Positie          | Ruimtevaarder                         |
| ---------------- | ------------------------------------- |
| Gezagvoerder     | Shane Kimbrough, NASA 3e ruimtevlucht |
| Piloot           | Megan McArthur, NASA 2e ruimtevlucht  |
| Missiespecialist | Thomas Pesquet, ESA 2e ruimtevlucht   |
| Missiespecialist | Akihiko Hoshide, JAXA 3e ruimtevlucht |

## Voorbereiding en lancering
Op 29 januari 2021 werd bekend dat de lancering op zijn vroegst 20 april zou plaatsvinden. Eerder stond de vlucht voor eind maart gepland, maar een latere lancering zou ruimte voor Starliner-testvlucht Boe-OFT 2 in het ruimtestation beschikbaar maken. OFT 2 is later naar augustus 2021 verschoven. Op 5 maart 2021 werd de lancering van Crew-2 naar 22 april verschoven. Op 16 april arriveerde de bemanning op het Kennedy Space Center voor de laatste voorbereidingen.  Ook werd die dag de raket op het lanceerplatform geplaatst. 
Op 21 april bleek dat de weersomstandigheden op zee op 23 april geschikter zouden zijn voor een eventuele berging (mocht de vlucht onverhoopt worden afgebroken) dan op 22 april. De lancering werd daarop met een dag uitgesteld en op 23 april met succes uitgevoerd. Ook de boosterlanding verliep succesvol. De aankoppeling bij het ISS vond een kleine 24 uur na de lancering plaats.

## Terugkeer
Doordat de lancering van Crew-3 meer dan een week vertraging opliep besloot NASA, indien de weersomstandigheden het toelaten Crew-2 eerder te laten terugkeren in de nacht van 7 op 8 november 2021. Op 7 november werd besloten de terugkeer een dag uit te stellen wegens weersomstandigheden.

## Tijdens de missie
Op 21 juli 2021 werd de Endeavour verplaatst van koppelpoort van IDA-2 naar IDA-3. Dit gebeurde om IDA-2 die een gemakkelijker aanvliegroute heeft, vrij te maken voor de toen geplande Starliner-testvlucht Boe-OFT 2. Tijdens zo’n verplaatsing is de hele bemanning aan boord van de Crew Dragon.
Toen na afloop van vlucht Inspiration4 met Crew Dragon Resilience werd ontdekt dat de afvoerpijp van het toilet was losgeraakt en urine in een ruimte onder de vloer van de capsule lekte rees het vermoeden dat dit ook bij Crew Dragon Endeavour het geval zou kunnen zijn. De bemanning heeft dat met een cameraprobe onderzocht het ook in de Endeavour bleek de lijm tussen de pijp en het opslagreservoir het te hebben begeven. Vanaf Crew-3 wordt er daarom met een vastgelaste afvoerpijp gevlogen.